# Rosemarie Deibel

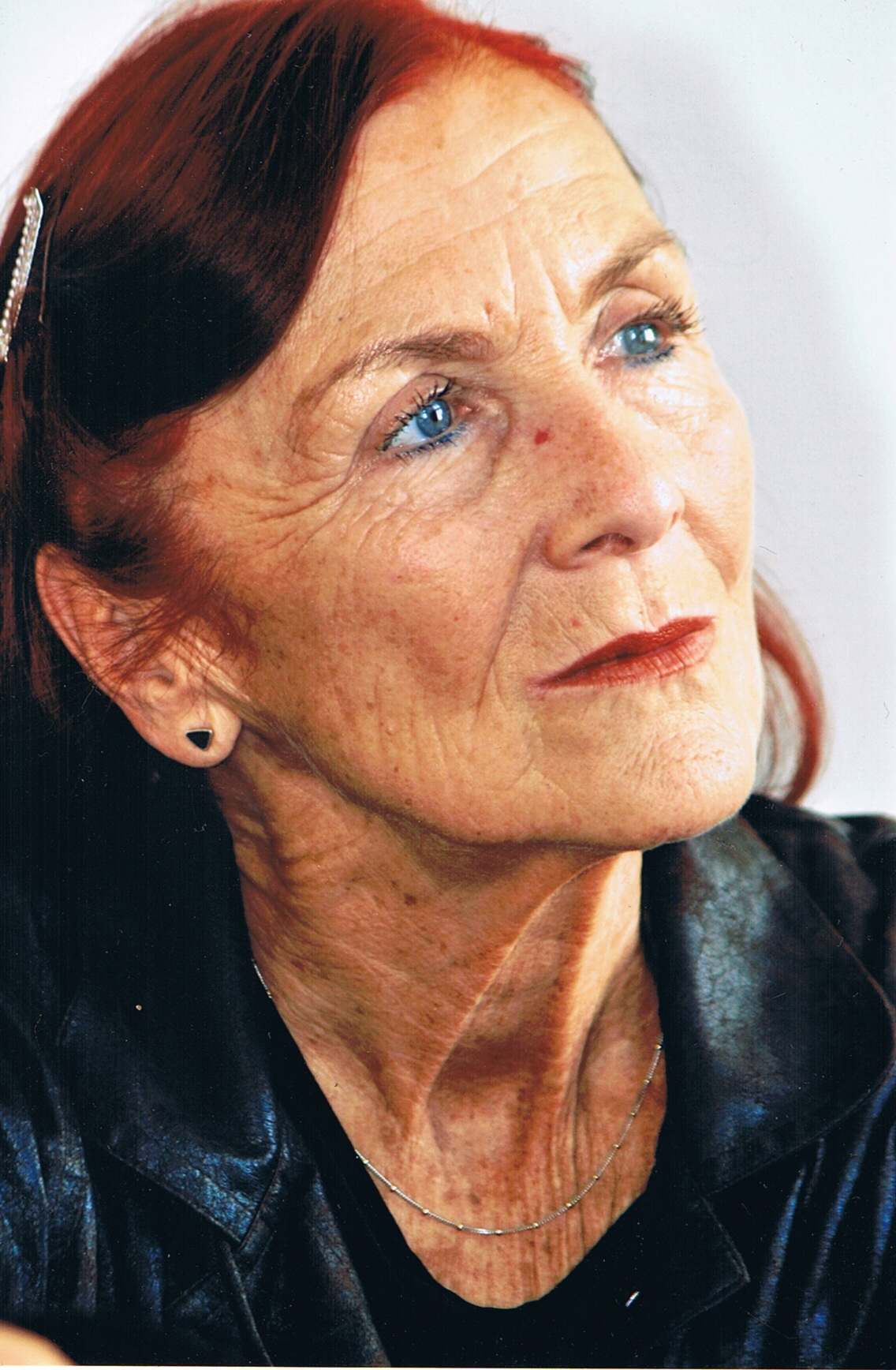
Rosemarie Deibel (2007)

Rosemarie Deibel (* 11. März 1936 in Weimar; † 17. Juli 2012 ebenda) war eine deutsche Schauspielerin, Synchron- und Hörspielsprecherin.

## Leben
Die 1936 in Weimar geborene Rosemarie Deibel besuchte das Friedrich-Schiller-Gymnasium Weimar. Ende der 1950er Jahre ging sie nach West-Berlin, um an der Max-Reinhardt-Schule für Schauspiel den Beruf einer Schauspielerin zu erlernen. Während dieser Zeit hatte sie erste Auftritte an den Ost-Berliner Kammerspielen sowie einige Sprechrollen in Hörspielen westlicher Rundfunksender. Nach dem Abschluss der Schauspielschule erhielt sie ein Engagement am Theater in Meiningen, welches sie bereits nach zwei Jahren, gemeinsam mit dem Regisseur Fritz Bennewitz, verließ, um an das Deutsche Nationaltheater Weimar zu wechseln. Hier war ihre erste Rolle die Margarete in Goethes Faust I unter der Regie von Otto Lang und sie sollte über 50 Jahre auf dieser Bühne stehen, selbst als sie nicht mehr Mitglied des Ensembles war.
Wenn Rosemarie Deibel nicht auf der großen Bühne stand, wirkte sie unter anderem in der Nebenspielstätte des Nationaltheaters, dem E-Werk Weimar, wo sie als Mutter der Beauty Queen von Leenan von Martin McDonagh auftrat. Weiterhin stand sie in ihren letzten Lebensjahren als freischaffende Schauspielerin auf den Bühnen in Erfurt und Coburg. Sie erteilte Schauspielunterricht und wirkte in mehreren studentischen Kurzfilmen mit, ebenso wie in abendfüllenden Spielfilmen und Fernsehserien. Ihre Stimme ist in einigen Hörspielen und in mehreren Filmsynchronisationen der DEFA zu hören.
Rosemarie Deibel verstarb in Weimar im Alter von 76 Jahren. Ihre letzte Ruhestätte befindet sich auf dem Historischen Friedhof vor dem Frauentor in Weimar.

## Filmografie
- 1981: Jockei Monika (Fernsehserie, 1 Episode)
- 2003: Schultze gets the blues
- 2003: Die Hollies
- 2007: Krimi.de (Fernsehserie, 1 Episode)
- 2009: Familie Dr. Kleist (Fernsehserie, 2 Episoden)
- 2012: Heiter bis tödlich: Akte Ex (Fernsehserie, 1 Episode)

## Theater
- 1958: Federico García Lorca: Sobald fünf Jahre vergehen – Regie: Carl Schell (Deutsches Theater Berlin – Kammerspiele in der Kongresshalle am Alexanderplatz)
- 1959: Friedrich Schiller: Kabale und Liebe (Luise) – Regie: Manfred Heine (Das Meininger Theater)
- 1960: Manfred Richter: Die Insel Gottes – Regie: Manfred Heine (Das Meininger Theater)
- 1960: Erich Heller/Margret Gruchmann-Reuter: Das geht auf keine Kuhhaut – Regie: Alexander Reuter (Das Meininger Theater)
- 1960: Alexei Arbusow: Der weite Weg – Regie: Fritz Bennewitz (Das Meininger Theater)
- 1960: Hans Pfeiffer: Zwei Ärzte – Regie: Manfred Heine (Das Meininger Theater)
- 1962: Peter Karvaš: Antigone und die anderen (Anti) – Regie: Otto Lang (Deutsches Nationaltheater Weimar)
- 1965: Maxim Gorki: Wassa Schelesnowa – Regie: Fritz Bennewitz/Ekkehard Kiesewetter (Deutsches Nationaltheater Weimar)
- 1965: Wiktor Rosow: Auf dem Wege – Regie: Ekkehard Kiesewetter (Deutsches Nationaltheater Weimar)
- 1966: Armin Stolper: Zwei Physiker – Regie: Ekkehard Kiesewetter (Deutsches Nationaltheater Weimar)
- 1966: Carlo Goldoni: Skandal in Chioggia – Regie: Ekkehard Kiesewetter (Deutsches Nationaltheater Weimar)
- 1966: Tennessee Williams: Orpheus steigt herab – Regie: Ekkehard Kiesewetter (Deutsches Nationaltheater Weimar)
- 1967: Johann Wolfgang von Goethe: Faust. Der Tragödie zweiter Teil (Helena) – Regie: Fritz Bennewitz (Deutsches Nationaltheater Weimar)
- 1967: Wladimir Bill-Belozerkowski: Sturm 1919 – Regie: Ekkehard Kiesewetter (Deutsches Nationaltheater Weimar)
- 1968: Friedrich Schiller: Die Räuber – Regie: Otto Lang (Deutsches Nationaltheater Weimar)
- 1972: Anton Tschechow: Drei Schwestern – Regie: Ekkehard Kiesewetter (Deutsches Nationaltheater Weimar)
- 1972: William Shakespeare: Hamlet – Regie: Fritz Bennewitz (Deutsches Nationaltheater Weimar)
- 1972: Bertolt Brecht: Der kaukasische Kreidekreis (Gouverneursfrau) – Regie: Fritz Bennewitz (Deutsches Nationaltheater Weimar)
- 1972: Alexei Arbusow: Die glücklichen Tage eines unglücklichen Menschen (Simina) – Regie: Ekkehard Kiesewetter (Deutsches Nationaltheater Weimar)
- 1973: Bertolt Brecht/Kurt Weill: Die Dreigroschenoper – Regie: Fritz Bennewitz (Deutsches Nationaltheater Weimar)
- 1975: Johannes R. Becher: Winterschlacht – Regie: Gotthard Müller (Deutsches Nationaltheater Weimar)
- 1976: Friedrich Schiller: Kabale und Liebe – Regie: Jens-Peter Diedrichs (Deutsches Nationaltheater Weimar)
- 1976: Armin Stolper: Der Schuster und der Hahn (Katze) – Regie: Christa Lehmann (Deutsches Nationaltheater Weimar)
- 1980: Frances Goodrich/Albert Hackett: Das Tagebuch der Anne Frank Regie: Christa Lehmann (Deutsches Nationaltheater Weimar)
- 1981: Johann Wolfgang von Goethe: Faust. Eine Tragödie – Regie: Fritz Bennewitz (Deutsches Nationaltheater Weimar)
- 1982: Friedrich Schiller: Wilhelm Tell – Regie: Martin Hellberg (Deutsches Nationaltheater Weimar)
- 1983: Hans Lucke: Stadelmann (Schauspielerin Molnar) – Regie: Hans Lucke (Deutsches Nationaltheater Weimar)
- 1987: Volker Braun: Siegfried; Frauenprotokolle; Deutscher Furor (Ute) – Regie: Peter Schroth/Peter Kleinert (Deutsches Nationaltheater Weimar)
- 1987: Molière: Tartuffe – Regie: Hella Müller (Deutsches Nationaltheater Weimar)
- 1987: Athol Fugard: Der Weg nach Mekka – Regie: Hella Müller (Deutsches Nationaltheater Weimar)
- 1988: Brendan Behan Richards Korkbein – Regie: Christina Emig-Könning (Deutsches Nationaltheater Weimar)
- 1989: Tadeusz Różewicz: Weiße Ehe (Teufels-Tante) – Regie: Christina Emig-Könning (Deutsches Nationaltheater Weimar)
- 1990: Luise Rinser: Sonja und Leo Tolstoi (Sonja Tolstoi) – Regie: Roswitha Marks (Deutsches Nationaltheater Weimar)
- 1992: Rainer Werner Fassbinder: Die bitteren Tränen der Petra von Kant – Regie Annett Wöhlert (Deutsches Nationaltheater Weimar)
- 2003: Henrik Ibsen: Gespenster (Helene Alving) – Regie: Grażyna Kania (Deutsches Nationaltheater Weimar)
- 2009: Frederick Loewe/Alan J. Lerner: My Fair Lady (Mrs. Higgins) – Regie: Hermann Keckeis (Theater Erfurt)
- 2010: Manfred Gurlitt nach Émile Zola: Nana (Tänzerin Pomaré) – Regie: Michael Schulz (Theater Erfurt)
- 2012: Ödön von Horváth: Geschichten aus dem Wiener Wald (Mutter/Großmutter) – Regie: Susanne Lietzow (Landestheater Coburg)

## Hörspiele
- 1958: Julius Tinzmann: Sommermorgen (Marie, eine Bedienerin) – Regie: Hanns Korngiebel (Hörspiel – RIAS Berlin)
- 1958: Euripides: Die Troerinnen (Frau) – Regie: Hans Lietzau (Hörspiel – RIAS Berlin/SWF/NDR)
- 1960: Ricarda Huch: Der letzte Sommer (Jessica) – Regie: Rolf von Goth (Hörspiel – SFB)
- 1975: Hans Siebe: Kleine, teure Dinge (Frau Schulz) – Regie: Walter Niklaus (Kriminalhörspiel – Rundfunk der DDR)
- 2008: James Krüss: Weihnachten im Leuchtturm auf den Hummerklippen (Theresia, die Kräuterfrau) – Regie: Hans Helge Ott (Kinderhörspiel – MDR)

## Synchronisation
- 1960: Jokelyn Lane als Kareen Blain in Robin Hood und die Piraten
- 1960: Ada Rogowzewa als Lebeduschka in Das fliegende Schiff
- 1960: Wiktorija Lepko Wladimirowna als Aurika in Ein Wiegenlied
- 1969 (1945): Hillary Brooke als Lydia Marlowe in Die Frau in Grün
- 1970–1977: Lis Løwert als Frau Clausen in Oh, diese Mieter (Fernsehserie, Episoden 10–28)
- 1976: Milena Dvorská als Hexe in Die kleine Meerjungfrau
- 1977: Milena Dvorská als Königin, Mutter von Rosa in Wie man Dornröschen wachküßt
- 1979: Sayuri Yoshinaga als Tatsuya in Taro, der kleine Drachenjunge
- 1981: Nina Agapowa als Mjassekai in Der Reiter auf dem goldenen Pferd
- 1982: Sairam Issojewa als Chonum Parisat, Mutter des Prinzen in Regenbogen der sieben Hoffnungen
- 1988 (1980): Ija Sawwina als Anikejewa in Die Garage